# Hajo Netzer
Hajo Netzer, eigentlich Hans-Jochen Netzer (* 13. Juni 1955), ist ein deutscher Sozialpädagoge mit BJR-Zusatzqualifikation Erlebnispädagogik, Bergsteiger und Bergführer.

## Leben
Hajo Netzer unternahm schon in der Kindheit mit seinem Vater Bergwanderungen. Nach dem Abitur in Starnberg machte er eine Ausbildung zum Schreiner, absolvierte an der Technischen Universität München eine Ausbildung zum Berg- und Skiführer und an der FH München ein Studium der Sozialpädagogik.
Er nahm unter anderem an sechs Expeditionen zur Besteigung von Achttausendern teil, viermal erreichte er dabei den Gipfel, nämlich von Nanga Parbat, Shishapangma, Cho Oyu und Gasherbrum II. 2001 führte er die erste kommerzielle Expedition auf den Nanga Parbat. Er bestieg zudem unter anderem auch den Fitz Roy in Patagonien, den Denali in Alaska sowie den Mount Vinson in der Antarktis.
Seit 2001 ist er Mitglied der Deutschen Gesellschaft für Berg- und Expeditionsmedizin und gehört seit vielen Jahren zu den Ausbildern bei der „Expeditionsärzteausbildung“ der Deutschen Gesellschaft für Berg- und Expeditionsmedizin. Er ist Mitglied im Verband Deutscher Berg- und Skiführer (VDBS) und im Deutschen Alpenverein (DAV).
Bereits 1974 war Netzer in Herbert Achternbuschs Kinofilm Das Andechser Gefühl zu sehen. 2003 war er an Christian Deicks und Florian Hartungs Doku-Zweiteiler Weiße Hölle Himalaja (Teil 1 Der deutsche Schicksalsberg; Teil 2 Der Wettkampf) beteiligt. Hartung drehte auch mit Annette Baumeister den Dokumentarfilm „Bergführen ist mein Leben“ über ihn, der 2003 in der BR-Reihe Bergauf-Bergab ausgestrahlt wurde. Zudem stand er im Fokus der Bergauf-Bergab-Folgen Von der Isar zum Inn – mit Ski quer durchs Karwendel (2012; auch gezeigt auf dem Tegernsees Bergfilmfestival), Touren auf die Zugspitze – Jubiläumsgrat und Gatterl (2016; Regie Malte Roeper) und Schwere Entscheidung – Skidurchquerung im Bergell (2016). Zudem war er 2006 an der WDR-Doku Tod am Nanga Parbat – Die Messner-Tragödie (Regie: Ludwig Ott) beteiligt.
Unter anderem war er von Erika Schalper als Studiogast in ihre Sendung Nachrichten aus der Provinz beim Sender LORA München eingeladen.
Netzer lebt in Reitham, Gemeinde Warngau, und ist als Mitglied der Partei Bündnis 90/Die Grünen im Kreisverband Miesbach aktiv und Kreistagsmitglied im Landkreis Miesbach.
Er ist Vater einer Tochter.

## Publikationen (Auswahl)
- Flexibilität im Kopf. In: Alpin, 4/1999.
- Wer bin ich? In: Alpin, 3/2001.
- Die andere Seite. In: Alpin, 7/2002.
- Tatort Everest. Streit am höchsten Berg – Kommerz, Neid oder Eitelkeit? Eine Spurensuche in Ost und West. In: Alpin, 7/2013.
- Geduldsspiel. In: Alpin, 7/2013.
- Integration und Inklusion im Bergsport. Behinderung ist Ansichtssache. In: DAV Panorama, 2/2014.
- zusammen mit Bernhard Streicher und Heidi Harder als Herausgeber: Erlebnispädagogik in den Bergen. Grundlagen, Aktivitäten, Ausrüstung und Sicherheit. Ernst Reinhardt Verlag, München/Basel 2015. ISBN 978-3-497-02558-9